# Helictotrichon alpinum
Helictotrichon alpinum là một loài thực vật có hoa trong họ Hòa thảo. Loài này được (Roem. & Schult.) Henrard mô tả khoa học đầu tiên năm 1940.